# Georg Bauer (Propst)
Georg Bauer (* auf Burg Salzburg, heute Bad Neustadt an der Saale; † 12. November 1692) war von 1673 bis 1692 Propst des Augustinerchorherrenstiftes in Heidenfeld.

## Heidenfeld vor Bauer
Die Zeit vor dem Amtsantritt des Georg Bauer war vom Wiederaufbau nach dem Dreißigjährigen Krieg geprägt. Noch in den 1640er Jahren musste Propst Laurentius Wirsing die Truppen der protestantischen Schweden davon abhalten, die Heidenfelder Klostergebäude in Brand zu setzen. Sein Nachfolger Andreas Deichmann aus dem Stift Triefenstein begann dann den Wiederaufbau zu organisieren. Er erhielt auch im Jahr 1664 vom Papst die Erlaubnis, die Mitra zu tragen.

## Leben
Georg Bauer wurde im 17. Jahrhundert auf der Burg Salzburg oberhalb der Stadt Neustadt an der Saale geboren. Über seine Eltern ist nichts bekannt, ebenso schweigen die Quellen über die schulische Ausbildung des späteren Propstes. Neustadt war Teil des Hochstifts Würzburg und so ist es wahrscheinlich, dass Bauer nach dem Absolvieren der sogenannten Lateinschule, vielleicht in Neustadt, die Universität Würzburg besuchte, um Theologie zu studieren.
Eventuell trat Georg Bauer bereits in seiner Jugend in das Stift Heidenfeld als Kanoniker ein und stieg unter Propst Andreas IV. Deichmann in der Hierarchie schnell auf. Als der alte Vorsteher die Amtsgeschäfte nicht mehr allein erledigen konnte, stellten ihm die Chorherren Bauer als Coadiutor zur Seite. Nach dem Tod von Andreas IV. im Februar 1673 wurde ein neuer Propst gewählt. Bauer hatte sich als Coadiutor bewährt und gewann die Wahl.
Propst Georg führte die Reformen seines Vorgängers fort. So zahlte er Schulden zurück, die sich im Dreißigjährigen Krieg angesammelt hatten. 1674 konnte er für das Stift eine neue Pfarrei erwerben, die fortan von Kanonikern aus Heidenfeld besetzt wurde. Im Jahr 1676 kaufte er einen Prälatenstab von einem Schmied aus dem nahegelegenen Volkach, mit dem alle folgenden Pröpste geweiht wurden. Bauer ließ auch die Ökonomiegebäude der Gemeinschaft wieder aufbauen.
In einem Tagebuch, Manuale genannt, schrieb Propst Georg alle Taten nieder, die in seiner Regierungszeit vollendet wurden. 1685 wurde die Nonglocke der Klosterkirche umgegossen und gleichzeitig die Orgel neu gestimmt. Drei Jahre später, 1688, schaffte man einen neuen Altar für die Laurentiuskirche im Dorf Heidenfeld an. Im gleichen Jahr war Bauer Assistent bei der Kirchenweihe in Bergrheinfeld. Ein Jahr zuvor war der Besitz der Propstei mit dem Erwerb einer anderen Pfarrei erweitert worden.
Unter Propst Georg stieg die Anzahl der Kanoniker im Stift auf 15 an. Den vielen Geistlichen gelang es, die Pfarreien des Stiftes zu betreuen. Der Propst ließ auch viele Bücher für die Klosterbibliothek abschreiben und vermehrte den Bestand. Im Jahr 1688 deckte eine Visitation einige Probleme auf. So wurden Trinkgelage der Kanoniker und die Verspätung einzelner Stiftsgeistlichen gerügt. Propst Georg Bauer starb am 12. November 1792.

## Wappen
Das persönliche Wappen des Georg Bauer ist das erste erhaltene Propstwappen des Stiftes. Es wurde am Osttor des Klosters angebracht und verweist als redendes Wappen auf den Nachnamen des Propstes, einen Bauern Beschreibung: Eine wachsende, männliche Figur mit einer Hacke in der Hand. Die Tingierung des Wappens ist unklar.